# رامونا باخمان
رامونا باخمان (مواليد 25 ديسمبر 1990) هي لاعبة كرة قدم سويسرية تلعب في مركز المهاجم في نادي باريس سان جيرمان.

## روابط خارجية
- رامونا باخمان على موقع الاتحاد الدولي (مؤرشف)  (الإنجليزية)
- رامونا باخمان على موقع الاتحاد الأوربي (الإنجليزية)
- رامونا باخمان على موقع اتحاد السويد (السويدية)
- رامونا باخمان على موقع قاعدة بيانات كرة القدم.إي يو (الإنجليزية)
- رامونا باخمان على موقع ليكيب (الفرنسية)
- رامونا باخمان على موقع Soccerway.com (الإنجليزية)